# Ait Mzal (kommun i Marocko)
Ait Mzal (franska: Ait Mzal (CR), Ait Mzal (Commune Rurale), arabiska: بيوكرة (البلدية)) är en kommun i Marocko.   Den ligger i provinsen Chtouka-Aït Baha och regionen Souss-Massa, i den centrala delen av landet, 500 km söder om huvudstaden Rabat. Antalet invånare är 4 339.